# Бруссель, Пьер
Пьер Бруссель (фр. Pierre Broussel; 1575—1654) — высокопоставленный французский чиновник, сыгравший заметную роль в начале Фронды. Занимал пост советника большой палаты парижского парламента в годы правления Людовика XIII и Людовика XIV, потом был назначен президентом парламента.
Участие Франции в Тридцатилетней войне легло тяжелым бременем на государственные финансы. Правительство кардинала Джулио Мазарини было вынуждено вводить новые налоги. Поскольку нобилитет отказывался платить налоги, бремя налогов легло на третье сословие. Начиная с августа 1647 года парижский парламент, обладавший правом ограничивать власть короля путём отказа от регистрации королевских указов, стал сопротивляться эдиктам, вводившим новые налоги. В ходе дальнейшей борьбы с правительством парламент объединился с судейскими палатами (Счетной палатой, Палатой косвенных сборов и Большим советом) для выработки реформы государственного управления. Правительство в штыки восприняло действия парламента и судейских палат, в частности, королева Анна Австрийская отозвалась о таком союзе как о «республике внутри монархии». 24 августа 1648 года известие о победе принца де Конде при Лансе достигло Парижа, и двор решил перейти в наступление.
26 августа по случаю участия короля в молебне в Соборе Парижской Богоматери на улицы были выведены войска, и в этой обстановке были арестованы Бруссель и Рене Потье де Бланмениль, президент Апелляционной палаты парламента. В ответ на это Париж восстал под лозунгом «Свободу Брусселю!», на следующий день на улицах города было воздвигнуто 1260 баррикад. Сам день 27 августа 1648 года вошёл в историю как «День баррикад». 28 августа королева была вынуждена издать два именных указа об освобождении пленников. Бруссель возвратился во Дворец правосудия на плечах толпы и под её восторженные крики. Как записала одна из приближённых королевы, «ни королей, ни римских императоров не чествовали так триумфально, как этого ничтожного человека, у которого всего-то было достоинств — попечение об общественном благе и ненависть к налогам». Данный инцидент послужил толчком к возникновению первой Фронды.
Бруссель становится одним из лидеров парламентской Фронды, выступает в парламенте против Мазарини, ведёт от имени парламента переговоры со двором и Фрондой принцев. В январе 1649 года назначен комендантом Бастилии, хотя фактически эту обязанность исполнял его сын Жером. В июле 1652 года, после беспорядков и поджога ратуши, назначен купеческим старшиной (прево) Парижа, то есть, по сути, мэром, но 24 сентября того же года Бруссель подал в отставку, чтобы облегчить окончание гражданской войны, в развязывании которой он сыграл свою роль. После победы королевской партии согласно декларациям короля, оглашенным на заседании парламента в Лувре 22 октября 1652 года, вместе с другими лидерами Фронды был амнистирован и отправлен в изгнание, где и умер в 1654 году.
Кардинал де Рец характеризует Брусселя как добряка, более известного своей честностью, нежели дарованиями. Мазарини же отозвался о Брусселе как о шуте. Арест Брусселя упоминается в романе Александра Дюма «Двадцать лет спустя».